# Franciszek Żygliński
Franciszek Żygliński (ur. 15 października 1815 w Krakowie, zm. 31 stycznia 1849 tamże) – polski artysta malarz oraz poeta epoki romantyzmu.

## Biografia
Studiował w Szkole Sztuk Pięknych w Krakowie jako uczeń Wojciecha Stattlera. Równocześnie (1831–1836) ukończył prawo i filozofię na Uniwersytecie Jagiellońskim. Jako artysta obracał się w kręgu młodzieży literackiej. Wśród jego przyjaciół byli Gustaw Ehrenberg, Edmund Wasilewski, Aleksander Szukiewicz, Julia i Antoni Woykowscy i wielu innych.
Jako malarz tworzył obrazy o tematyce religijnej, a także portrety olejne, głównie swoich przyjaciół, oraz szkice rodzajowe. Swoje poezje drukował od 1839, głównie na łamach poznańskiego „Tygodnika Literackiego”. Jego poezja była jednolita w nastroju i tematyce. Charakteryzował ją wszechobecny pesymizm i smutek. Jednak zawoalowane aluzje polityczne oraz niechęć do świata arystokratycznych salonów zyskały Żyglińskiemu, poecie niewysokiego lotu, pewną popularność.
W 1846 roku wraz z przyjaciółmi udał się na studia malarskie do Rzymu, jednak z braku środków pozostał w Wiedniu. Tam popadł w skrajną nędzę, utrzymując się z malowania portretów. W 1848, dzięki pomocy swojego dawnego nauczyciela i przyjaciela Wojciecha Stattlera, powrócił do Krakowa.
Zmarł na gruźlicę parę miesięcy później, cierpiąc też z powodu nędzy, samotności i depresji psychicznej. Jego twórczość poetycka była publikowana za życia poety dwukrotnie (1844 i 1849) w tomie Dumki i fantazje oraz pośmiertnie w Zbiorze poezji (1852).